# ريتشارد لونغ (صحفي)
ريتشارد لونغ (بالإنجليزية: Richard Long)‏ هو صحفي نيوزلندي، ولد في 1940.